# Blankenbach (Unterfranken)
Blankenbach település Németországban, azon belül Bajorországban. Lakosainak száma 1528 fő (2023. december 31.). Blankenbach Sommerkahl, Sailauf, Hösbach, Mömbris, Krombach (Unterfranken) és Schöllkrippen községekkel határos.

## Népesség
A település népessége az elmúlt években az alábbi módon változott:
| Lakosok száma | 1013 | 1109 | 1564 | 1533 | 1519 | 1508 | 1521 | 1505 | 1541 | 1528 |
|               | 1970 | 1975 | 2011 | 2012 | 2014 | 2015 | 2017 | 2019 | 2022 | 2023 |